# Красний Бор (Гвардійський міський округ)
Красний Бор (рос. Красный Бор) — селище Гвардійського міського округу, Калінінградської області Росії. Входить до складу Озерковського сільського поселення.
Населення — 11 осіб (2015 рік).

## Населення
| 2002 | 2010 |
| ---- | ---- |
| 14   | ↘11  |